# Estación Terrena de El Sombrero
La Estación Terrena de Control Satelital de El Sombrero es un centro de operaciones satelital ubicada en la Base Aérea Militar Capitán Manuel Ríos, El Sombrero, Guárico, Venezuela. Funciona como la principal estación satelital de la Agencia Bolivariana para Actividades Espaciales con el respaldo de la Estación Terrena de Luepa en el estado Bolívar.

## Operaciones
La estación satelital es operada por CANTV y está destinado para la medición remota y la toma de imágenes astrométricas del satélite VENESAT-1 con el fin de optimizar la determinación de los parámetros que definen la órbita del satélite. Estos registros de magnitudes físicas son enviadas y procesadas por los programas desarrollados por el operador del sistema en el Centro de Investigaciones de Astronomía “Francisco J. Duarte” (CIDA).